# Chapuisia guillodi
Chapuisia guillodi es un coleóptero de la familia Chrysomelidae. Fue descrita científicamente en 1939 por Laboissiere.